# Tiffany Alvord
Tiffany Lynn Alvord, née le 11 décembre 1992 à La Cañada Flintridge en Californie, est une youtubeuse, chanteuse et compositrice américaine.

## Biographie
Tiffany Alvord naît le 11 décembre 1992 en Californie, elle est la fille de Cherie Alvord, qui travaille en tant que son manager. Elle est la seconde plus jeune de ses sept frères et sœurs, ayant six frères. À l'école primaire, elle a appris à jouer du piano et elle écrit ses premières chansons à 10 ans. À l'âge de 14 ans, elle apprend à jouer de la guitare, son deuxième Instrument de musique. L'année suivante, en avril 2008, à 15 ans, elle a publié sa première chanson sur YouTube.
Elle a une présence importante sur les réseaux sociaux, YouTube, mais aussi Facebook, Instagram et Twitter. En décembre 2012, elle est apparue à Times Square sur la scène Nivea avec Carly Rae Jepsen, Train, PSY et Taylor Swift dans le cadre de la célébration du Nouvel An 2012.
En 2015, sa chaîne figure parmi les 50 chaînes musicales les plus écoutées sur YouTube,. En 2016, sa performance comme Youtubeuse est vue plus de 200 000 fois.
Son parcours comprend aussi des spectacles au Canada, Angleterre, Chine, Singapour, Thaïlande, Indonésie, Malaisie et aux Philippines.